# El secreto de las esmeraldas
El secreto de las esmeraldas es el largometraje del director y guionista español Sebastián Almeida, que se rodó en 1966, protagonizada por la artista pacense Rosa Morena. Es una coproducción colombiana y española. La película, además, cuenta con la participación de actores como Julio Pérez Tabernero, Arturo Correa y Enrique Pontón.

## Argumento
Una joven española viaja a Colombia para tomar posesión de la inmensa fortuna legada por un querido tío, y hecha en la América. En la herencia hay de todo, hasta un misterioso alijo con puras y codiciadas esmeraldas. La muchacha pasea su inocencia en medio de aventuras, en las que muchos bregan por arrebatarle lo que ahora es suyo, y unos pocos tratan de ayudarle. Todo esto enmarcado en paisajes, cantos y danzas típicas de los lugares que visita.